# ماغنوس فريدريكسون
ماغنوس فريدريكسون (بالسويدية: Magnus Fredriksson)‏ هو مصارع هاوي سويدي، ولد في 1960.

## وصلات خارجية
- ماغنوس فريدريكسون على موقع قاعدة بيانات المصارعة الدولية (الإنجليزية)
- ماغنوس فريدريكسون على موقع أوليمبيديا (الإنجليزية)
- ماغنوس فريدريكسون على موقع اللجنة الأولمبية السويدية (السويدية)